# Anwaltsmonopol
Das Anwaltsmonopol ist ein Schweizer Rechtsinstitut, das die Vertretung der Parteien vor Gericht nur Personen erlaubt, die über die Ausbildung zum Anwalt verfügen.

## Terminologie
Der Begriff des Anwaltsmonopols ist streng rechtlich genommen falsch. Richtigerweise ist es eine schlichte wirtschaftspolizeiliche Bewilligung. Ebendies hat das Bundesgericht in einem Entscheid aus dem Jahr 2004 festgestellt.

## Gesetzliche Grundlage
Der Begriff des Anwaltsmonopols wird ausdrücklich in Art. 2 Abs. 1 BGFA genannt. 

### Untere Instanzen

#### Zivilrecht
Im Zivilverfahren wurde das Anwaltsmonopol durch die Gesetzesrevisionen der letzten Jahre massiv beschnitten. Es gilt nach wie vor für die berufsmässige Vertretung vor Zivilgerichten (nicht aber Schlichtungsbehörden, Miet- oder Arbeitsgerichten) und ausserhalb des summarischen Verfahrens (Art. 68 Abs. 2 ZPO). Wann Berufsmässigkeit vorliegt, ist noch nicht abschliessend geklärt, es gibt jedoch erste diesbezügliche Urteile.

#### Strafrecht
Für das Strafverfahren gilt Art. 127 StPO: Die Verteidigung der beschuldigten Person ist nach Abs. 5 Anwälten vorbehalten; eine Ausnahme hierzu gilt nur für Übertretungsstrafverfahren soweit die Kantone dies in den kantonalen Vollzugserlassen ausdrücklich bestimmen. Alle anderen Parteien hingegen können sich – unter Vorbehalt des Anwaltsrechts – durch eine beliebige handlungsfähige, gut beleumundete und vertrauenswürdige Person vertreten lassen (Abs. 4).

#### Öffentliches Recht
Im Verwaltungsverfahren existiert kein Anwaltsmonopol. Die Partei kann sich durch eine beliebige Partei vertreten lassen.

### Bundesgericht
Art. 40 Abs. 1 BGG sieht vor, dass Parteien in Zivil- und Strafsachen vor Bundesgericht ausschliesslich von Anwälten vertreten werden dürfen.